# Samir Əliyev
Samir Yaqub oğlu Əliyev (ur. 14 kwietnia 1979, Armeńska SRR) – azerski piłkarz, grający na pozycji napastnika, a wcześniej pomocnika, były reprezentant Azerbejdżanu.

## Kariera piłkarska

### Kariera klubowa
W 1996 rozpoczął karierę piłkarską w juniorskiej reprezentacji Azerbejdżanu, występującej w Yüksək Liqa. Potem do 2000 roku występował w azerskich klubach Bakılı Baku, SKA Baku, Kəpəz Gəncə, Neftçi PFK i Dinamo Baku. W 2001 powrócił do Neftçi Baku. Latem 2002 wyjechał za granicę, gdzie został piłkarzem ukraińskiego klubu Wołyń Łuck. Po dwóch sezonach przeniósł się do rosyjskiego Urałanu Elista. Potem powrócił do Azerbejdżanu, gdzie w sezonie 2004/05 bronił barw klubu Xəzər Lenkoran. Następnie przeszedł do İnteru Baku. W 2006 kolejny raz powrócił do Neftçi Baku. W sezonie 2010-11 występował w Simurq Zaqatala, a od lata 2011 jest graczem drużyny Turan Tovuz.

### Kariera reprezentacyjna
W latach 1997–2007 wystąpił w 33 meczach reprezentacji Azerbejdżanu, w których strzelił 4 bramki.

## Sukcesy i odznaczenia

### Sukcesy klubowe
- mistrz Azerbejdżanu: 1998
- wicemistrz Azerbejdżanu: 2001, 2005, 2007
- brązowy medalista Mistrzostw Azerbejdżanu: 1999, 2000, 2006, 2008
- zdobywca Pucharu Azerbejdżanu: 1999

### Sukcesy indywidualne
- najlepszy piłkarz Mistrzostw Azerbejdżanu: 2002
- 9-11. miejsce w klasyfikacji strzelców Wyższej Ligi: 2002/03 (9 goli).